# L'officina di Efesto
L'officina di Efesto è un affresco rinvenuto nella casa delle Quadrighe a Pompei e custodito all'interno del Museo archeologico nazionale di Napoli.

## Storia
Ubicato nel triclino della casa delle Quadrighe, l'affresco venne realizzato tra il 68 e il 79; ritrovato nel 1844, venne successivamente staccata dalla sua collocazione originaria per ricavarne un quadro.

## Descrizione
La pittura raffigura Efesto nella sua officina intento a produrre le armi per gli dei: a sinistra è Efesto, seduto, il quale con la mano destra sinistra regge la tenaglia che a sua volta stringe l'oggetto che deve essere forgiato, mentre la mano destra, nella quale è impugnato il martello, è dietro la testa, nell'atto di scagliare il colpo sull'oggetto. Sulla destra sono due Ciclopi, entrambi nudi: uno, in primo piano, è di spalle e sta per sferrare il colpo sulla tenaglia, l'altro invece è fermo, in attesa del suo turno; al centro della scena è posto, al di sopra di una roccia, l'incudine e sullo sfondo è il fuoco della fucina.